# Morgoth (gruppo musicale)
I Morgoth sono stati un gruppo death metal tedesco, più precisamente di Meschede, formatosi nel 1985. Come rappresentanti della primissima ondata death metal, ebbero un ruolo importante nell'evoluzione di questo genere musicale.

## Storia
Il gruppo fu fondato da Rüdiger Hennecke e Carsten Otterbach sotto il nome di "Cadaverous Smell". Con l'arrivo del chitarrista Harry Busse il gruppo cambiò il nome in "Minas Morgul" e soltanto con l'arrivo del cantante e bassista Marc Grewe il gruppo prese il nome di "Morgoth". Il nome Morgoth deriva dal personaggio di J. R. R. Tolkien.  Nel 1988 la band registrò il demo Pits of Utumno che portò la band a firmare con l'etichetta Century Media.
Nel 1989 registrarono il loro secondo demo Resurrection Absurd, che venne pubblicato come EP dalla Century Media. Subito dopo la band cominciò un tour tedesco come supporto ai Pestilence ed agli Autopsy. Dopo la fine del tour i Morgoth registrarono un altro EP The Eternal Fall che fu subito seguito da un altro tour con Demolition Hammer ed Obituary. Sebastian Swart si unì al gruppo come bassista e Grewe si dedicò solamente al cantato.
Nel febbraio 1991 uscì il primo full-length del gruppo dal titolo Cursed. Per promuovere l'album il gruppo andò in tour per gli Stati Uniti come supporto ai Kreator ed ai Biohazard e per l'Europa con Immolation e Massacre.
Dopo essersi presi una pausa, il gruppo tornò nel 1993 con un nuovo album dal titolo Odium, che Gianni Aiello descrisse come "la definitiva fusione tra Cult, Sister of Mercy e Black Sabbath". Il gruppo ripartì in tour con Tankard, Unleashed e Tiamat. Nonostante ciò i membri del gruppo cominciarono a perdere interesse nella loro carriera musicale.
Comunque nel 1996 uscì il terzo album del gruppo Feel Sorry for the Fanatic, che marca un cambio di sound, ora più improntato sull'industrial/alternative metal. Il tour di promozione dell'album venne fatto al fianco di Die Krupps e Richthofen. Il gruppo si sciolse nel 1998.
Nel 2010 il gruppo si riformò annunciando un tour nel 2011 per celebrare il ventennale di Cursed.
il 17 dicembre 2020 il gruppo annunciò tramite la propria Pagina Facebook lo scioglimento ufficiale del gruppo.

## Formazione

### Formazione attuale
- Marc Grewe - basso (1985-1990), voce (1985-1998; 2010-presente)
- Herald Busse - chitarra (1985-1998; 2010-presente)
- Sebastian Swart - basso (1990-1998), chitarra (2010-presente)
- Thilo Mellies - basso (2010-presente)
- Marc "Speedy" Reign - batteria (2011-presente)

### Ex componenti
- Rüdiger Hennecke - batteria, tastiera (1985-1998)
- Carsten Otterbach - chitarra (1985-1998; 2010)

- 1991 - Cursed
- 1993 - Odium
- 1996 - Feel Sorry for the Fanatic
- 2015 - Ungod

Demo
- 1988 - Pits of Utumno

EP